# Maison à tour carrée à Pontrieux
La maison à tour carrée est située à Pontrieux, en France.

## Localisation
La maison est située sur le territoire de la commune de Pontrieux, 7 place Yves-Le-Trocquer, dans le département des Côtes-d'Armor, en région Bretagne.

## Description
Dominée par une tour carrée centrale, la maison présente une façade en moellons et des encadrements en pierre de taille. Une porte centrale et deux ouvertures de chaque côté forment le rez-de-chaussée. Cinq fenêtres s'alignent au premier, celle de la tour se trouvant entre deux grands trumeaux.

## Historique
La maison est inscrite partiellement au titre des monuments historiques par arrêté du 3 février 1964. Éléments protégés : la façade sur la place et la toiture correspondante.